# Шенгелія Георгій Давидович
Георгій Давидович Шенге́лія (груз. გიორგი დავითის ძე შენგელია; нар. 24 квітня 1908, Кулаші — пом. 22 грудня 1983, Тбілісі) — радянський офіцер, учасник німецько-радянської війни, Герой Радянського Союзу.

## Біографія
Народився 24 квітня 1908 року в селі Кулаші (тепер Самтредський муніципалітет, Грузія) в родині селянина. Грузин. Закінчив школу, в 1926 році закінчив механічні курси трактористів в Тбілісі. Одночасно 4 роки навчався на юридичному факультеті Тбіліського університету.
В 1928—1932 роках в Червоній армії, служив у 2-му Грузинському стрілецькому полку в Батумі. У 1930 році при ньому закінчив піхотні курси командирів, після чого служив командиром стрілецького взводу. Член ВКП (б) з 1932 року.
Після демобілізації в 1930-ті роки працював секретарем райкому партії в Тбілісі. У 1939 році йому присвоєне військове звання молодшого лейтенанта, в 1940 році — старшого політрука.
Вдруге за мобілізації призваний в армію 6 липня 1941 року. Брав участь у німецько-радянській війні. Був заступником начальника політвідділу стрілецької дивізії, інструктором політуправління фронту, командиром стрілецького батальйону, заступником командира стрілецького полку. Воював на Південному, Закавказькому, Північно-Кавказькому, знову Південному, 4-му і 3-му Українських, 1-му Білоруському фронтах. У боях був чотири рази поранений.
Брав участь:
- 1941 — в оборонних боях в Україні в районі міст Могилів-Подільський, Первомайськ, Нікополь, в обороні Донбасу, у звільненні Ростов;
- 1942 — в боях на річці Міус, в боях на Північному Кавказі, в тому числі в районі міста Нальчик, села Ельхотово, річки Черек;
- 1943 — в боях на «Блакитній лінії» на Тамані, в прориві «Міус-фронту», у звільненні Донбасу і Запорізькій області, в тому числі міста Донецька, в боях на річці Молочній і в степах Херсонської області;
- 1944 — у форсуванні Дніпра і визволенні міст Херсона, Миколаєва, Одеси, в боях на Дністровському плацдармі, в Яссько-Кишинівській операції, в тому числі у звільненні міста Кишинева, в боях на річці Віслі на південь від Варшави;
- 1945 — у Вісло-Одерській операції, в тому числі у визволенні міст Влоцлавека, Гнєзно, в форсуванні Одера із завоюванням Кюстрінського плацдарму, в штурмі Берліна.

Командир 3-го батальйону 1038-го стрілецького полку 295-ї стрілецької дивізії майор Шенгелія в ніч на 13 березня 1944 року зі батальйоном форсував Дніпро біля міста Херсона, захопив на правому березі річки ворожі берегові укріплення, завдавши при цьому противнику великих втрат. Батальйон першим в полку увірвався в Херсон.
З 11 листопада 1945 майор Г. Д. Шенгелія — у відставці. Жив в Тбілісі. Працював керуючим грузинської контори Головрайзбуту і Закавказького відділення Заготособторга, обирався секретарем райкому партії, працював головою Тбіліського міськкому ДТСААФ. Вів велику роботу по військово-патріотичному вихованню молоді. Помер 22 грудня 1983 року. Похований на Вакійському кладовищі в Тбілісі.

## Відзнаки
Указом Президії Верховної Ради СРСР від 3 червня 1944 року за зразкове виконання бойових завдань командування на фронті боротьби з німецько-фашистськими загарбниками і проявлені при цьому мужність і героїзм майору Шенгелії Георгію Давидовичу присвоєно звання Героя Радянського Союзу з врученням ордена Леніна і медалі «Золота Зірка» (№ 3458).
Нагороджений:
- орденами Олександра Невського (15 липня 1944), Вітчизняної війни 1-го ступеня (30 січня 1945);
- медалями «За оборону Кавказу» (1 травня 1944), «За взяття Берліна», «За перемогу над Німеччиною» (9 травня 1945)[2].

Почесний громадянин Херсона (згідно рішенням IV сесії Херсонської ради депутатів трудящих XI скликання № 50 від 31 жовтня 1967 року; за героїчний подвиг, проявлений у боях за визволення Херсона від німецько-фашистських загарбників у роки Великої Вітчизняної війни, велику роботу по військово-патріотичному вихованню молоді).

## Вшанування пам'яті
В Херсоні, у мікрорайоні Корабел, є вулиця імені Георгія Шенгелії.